# Tiki-taka

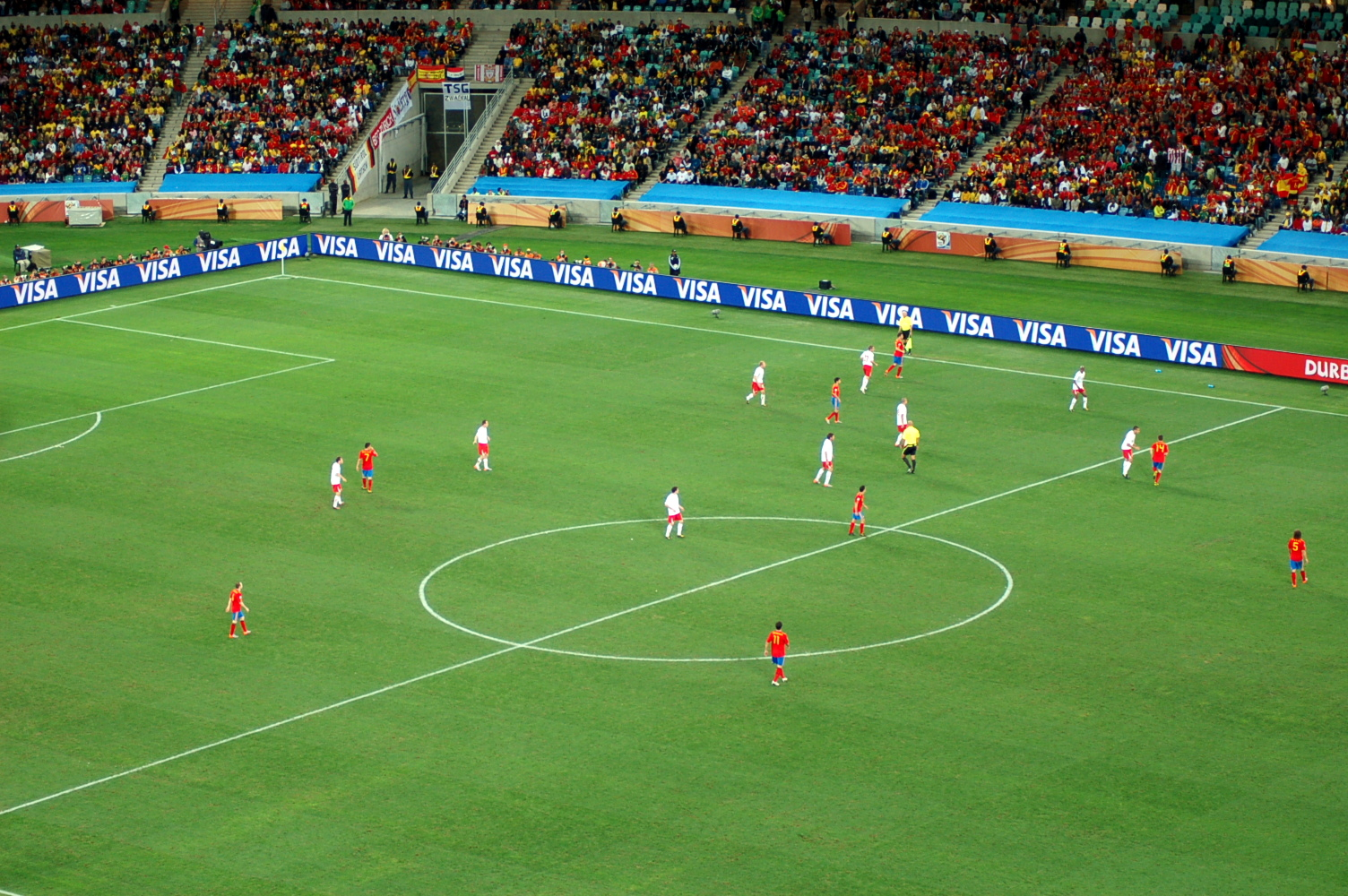
Spanskt mittfält i VM 2010 mot Schweiz. Mittfältet är en av nycklarna i Tiki-taka.

Tiki-taka vanligen stavat tiqui-taca på spanska, är en spelstil i fotboll som har utvecklats från totalfotbollen och kännetecknas av kortpassningar och rörelse, där stort bollinnehav eftersträvas. Lag som spelar tiki-taka brukar oftast spela med uppställningen 4-3-3. Taktiken förknippas i första hand med det spanska landslaget med tränare som Luis Aragonés, Vicente del Bosque, Pep Guardiola och Tito Vilanova.

Spanien och FC Barcelona har under 2000-talet blivit framgångsrika med Tiki-taka. Spanien vann VM 2010, EM 2008 och EM 2012 och FC Barcelona vann Champions League 2006, 2009, 2011 och 2015.